# Borsoniidae
Borsoniidae is een familie van weekdieren uit de klasse van de Gastropoda (slakken).

## Geslachten
- Antarctospira Kantor, Harasewych & Puillandre, 2016
- Apaturris Iredale, 1917
- Aphanitoma Bellardi, 1875
- Asthenotoma Harris & Burrows, 1891 †
- Austroturris Laseron, 1954
- Awateria Suter, 1917
- Bathytoma Harris & Burrows, 1891
- Belaturricula Powell, 1951
- Borsonella Dall, 1908
- Borsonellopsis McLean, 1971
- Borsonia Bellardi, 1839
- Cordieria Rouault, 1848
- Darbya Bartsch, 1934
- Diptychophlia Berry, 1964
- Drilliola Locard, 1897
- Filodrillia Hedley, 1922
- Genota H. Adams & A. Adams, 1853
- Glyptaesopus Pilsbry & Olsson, 1941
- Heteroturris Powell, 1967
- Maoritomella Powell, 1942
- Microdrillia Casey, 1903
- Ophiodermella Bartsch, 1944
- Paraborsonia Pilsbry, 1922
- Phenatoma Finlay, 1924
- Pulsarella Laseron, 1954
- Retidrillia McLean, 2000
- Suavodrillia Dall, 1918
- Tomopleura Casey, 1904
- Tropidoturris Kilburn, 1986
- Typhlodaphne Powell, 1951
- Typhlomangelia G.O. Sars, 1878
- Zemacies Finlay, 1926